# San José Pinula
San José Pinula é uma cidade da Guatemala do departamento de Guatemala.